# Wewelsburg

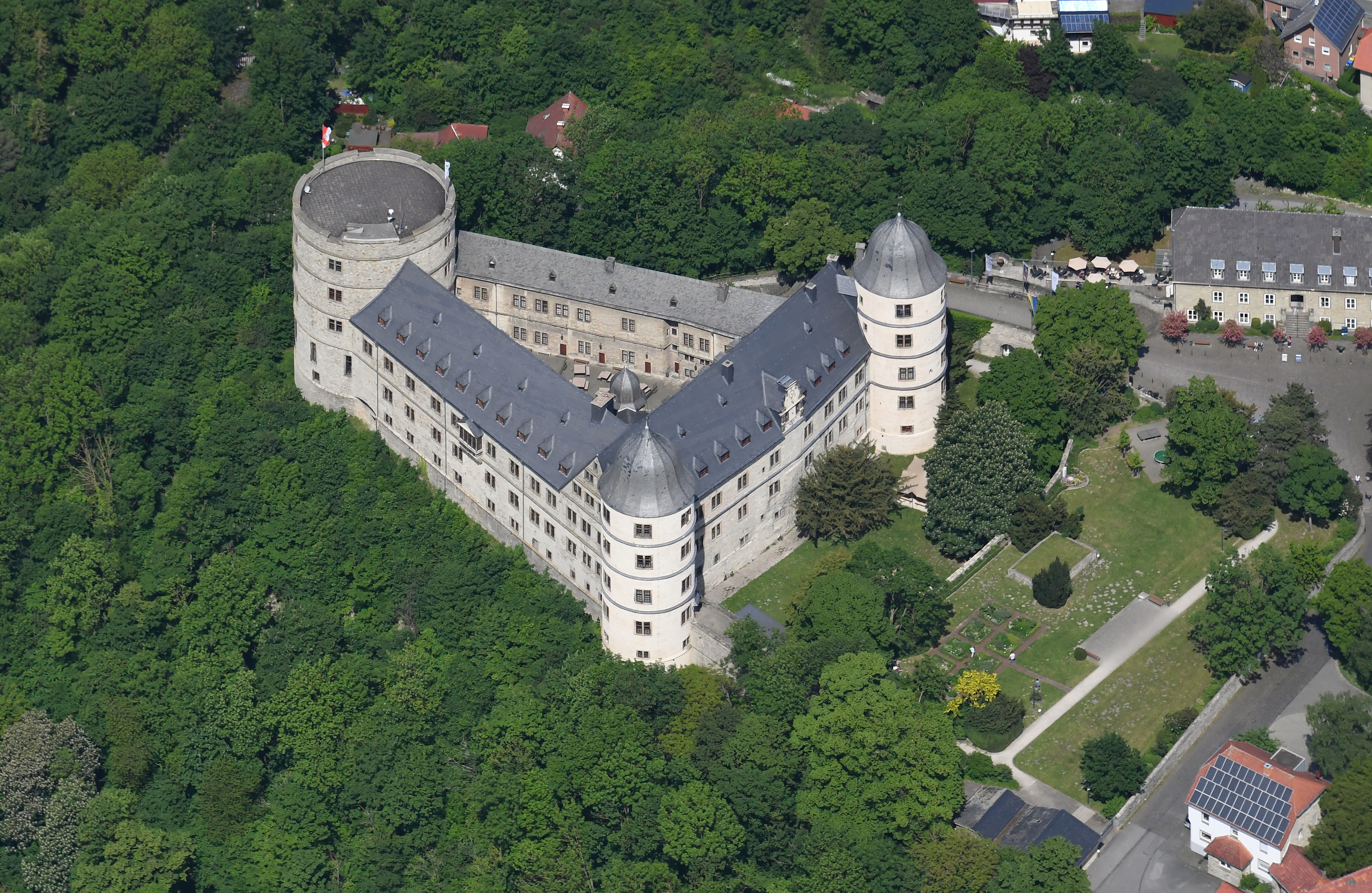
Luftbild der Wewelsburg; zu erkennen ist der charakteristische dreieckige Grundriss

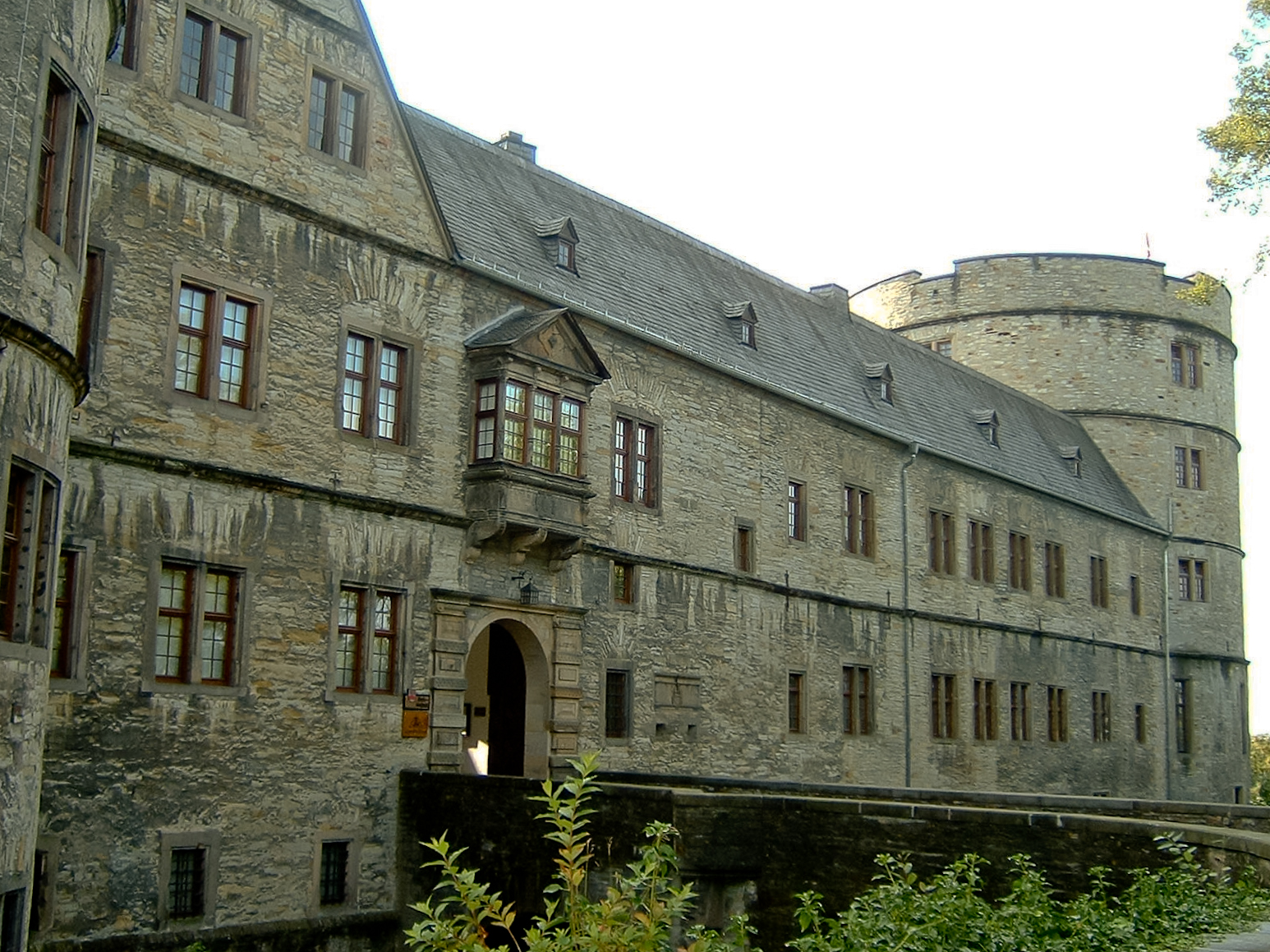
Ostflügel mit Zugangsbrücke

Die Wewelsburg ist ein burgähnliches Renaissanceschloss im Stadtteil Wewelsburg der Stadt Büren im Kreis Paderborn, Nordrhein-Westfalen. Die Höhenburg liegt über dem Tal der Alme und ist eine der wenigen Burgen in Deutschland mit dreieckigem Grundriss. 1123 errichtete Graf Friedrich von Arnsberg an diesem Standort eine Burg. Nach seinem Tod wurde die Burganlage von Bauern zerstört. Später besaßen die Grafen von Waldeck und die Fürstbischöfe von Paderborn Burgen an dieser Stelle. Das heutige Gebäude wurde von 1603 bis 1609 errichtet. Von 1934 bis 1945 wurde die Burg von der SS genutzt und teilweise umgestaltet. Heute sind in der Wewelsburg das Historische Museum des Hochstifts Paderborn und eine Jugendherberge untergebracht.

## Geschichte

### Vorgeschichte
Ein Vorgängergebäude war die von dem mittelalterlichen Chronisten Annalista Saxo erwähnte Wifilisburg, die während des 9. und 10. Jahrhunderts gegen die Ungarn genutzt wurde, die in der Volksüberlieferung als Hunnen galten. Dies geht aus der Sachsengeschichte des Chronisten der ersten Liudolfinger, Widukind von Corvey, hervor, der über Heinrichs I. (919–936) Auseinandersetzungen mit den Slawen schrieb:

„Die Daleminzier konnten seinem Angriff nicht widerstehen und holten gegen ihn die Awaren, die wir nun Ungarn nennen, einen im Krieg sehr harten Stamm. Wie manche glauben, waren die Awaren Reste der Hunnen.“

Ein weiteres Gebäude wurde 1123 von Friedrich von Arnsberg errichtet. Nach seinem Tod im Jahre 1124 wurde die Burganlage von den Bewohnern des benachbarten Dorfes zerstört, die von von Arnsberg  unterdrückt worden waren. 1301 verkaufte Graf Otto I. von Waldeck die Wewelsburg, die als Erbteil seiner Mutter Mechthild (* um 1235, † nach 13. August 1298), Tochter des Grafen Gottfried III. von Arnsberg, in seinen Besitz gekommen war, an den Fürstbischof von Paderborn. Ein Dokument über diesen Kauf erweist, dass sich zwei festungsähnliche Gebäude auf dem Hügel befanden: das Bürensche und das Waldecksche Haus. 1384 gelangten das Anwesen und die gleichnamige Herrschaft für mehr als 200 Jahre in den mehrfach erneuerten Pfandbesitz der Herren von Brenken. Burg und Amt Wewelsburg schienen untrennbar mit dem mächtigen Adelsgeschlecht verbunden, bis 1589 die Auslösung durch Fürstbischof Dietrich von Fürstenberg erfolgte.

### Fürstbischöfliches Schloss

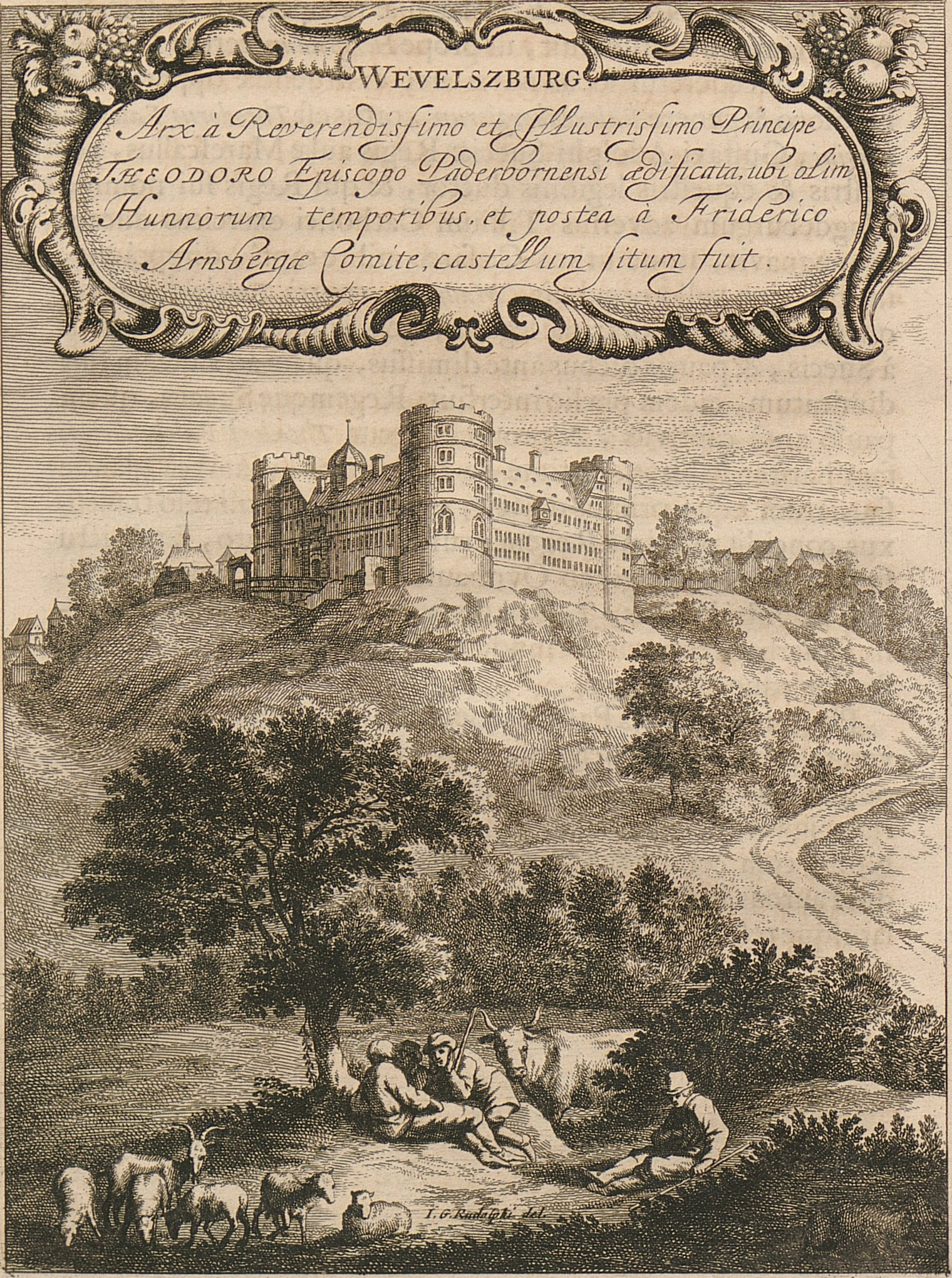
Die Wewelsburg in den Monumenta Paderbornensia (1672)

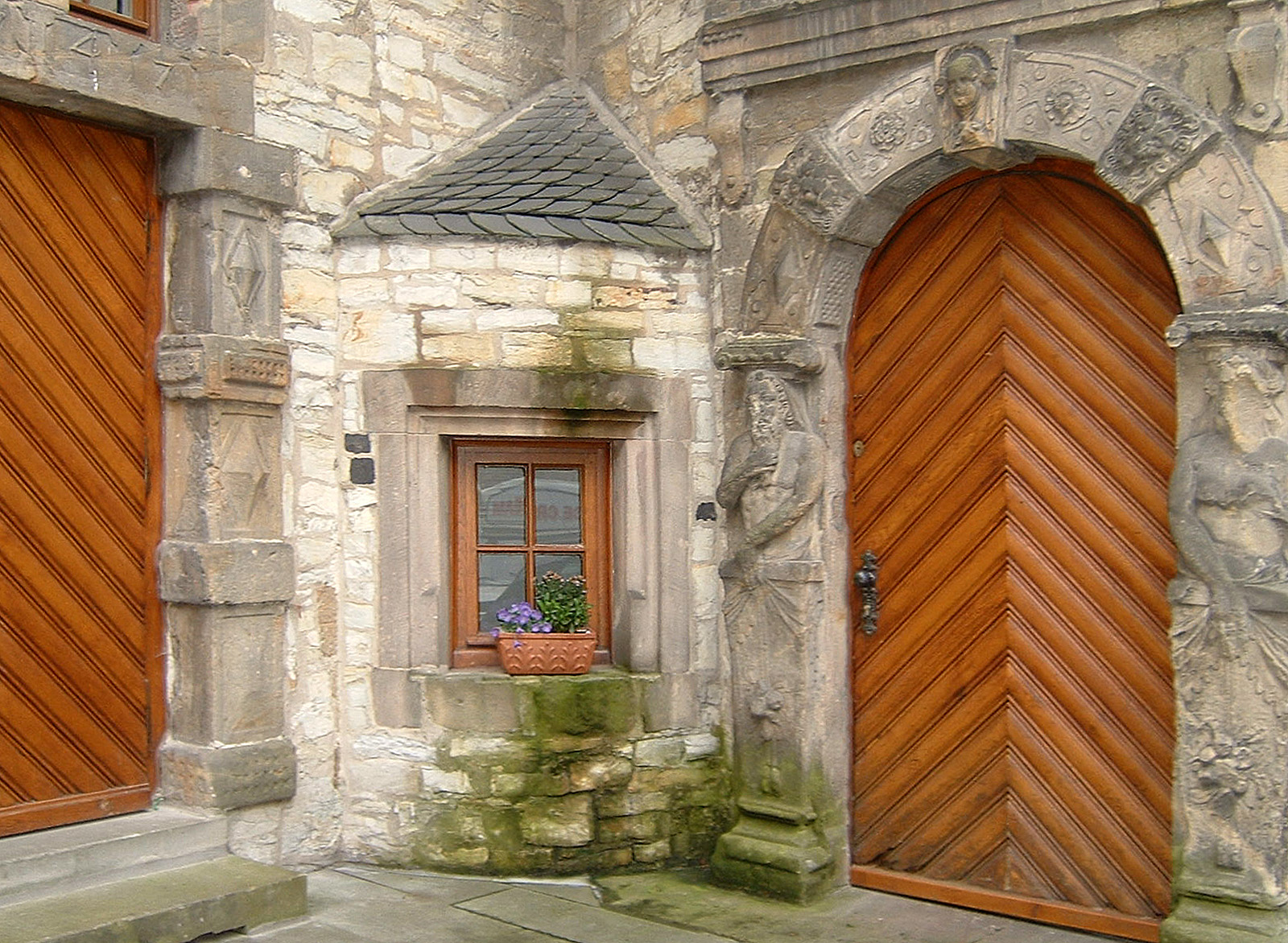
Eingänge im Innenhof

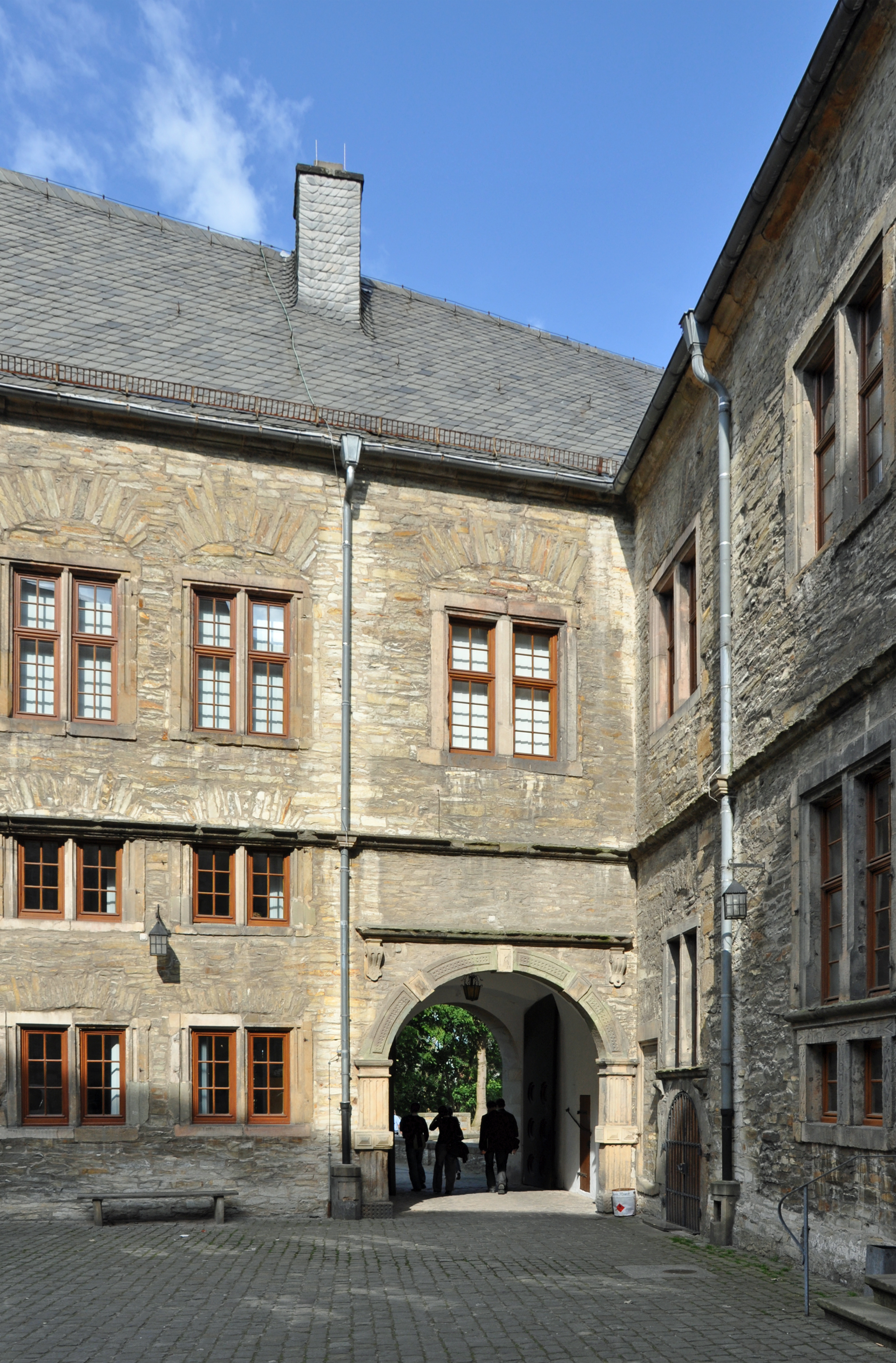
Innenhof

Die Wewelsburg wurde in ihrer heutigen Form von 1603 bis 1609 vom Paderborner Fürstbischof Dietrich von Fürstenberg, der von 1585 bis 1618 regierte, als Schloss im Stil der Weserrenaissance erbaut. Das Mauerwerk beider Vorgängergebäude wurde in das neue Gebäude integriert, das in seiner Gestalt nach den Vorgaben des über dem Flusstal der Alme gelegenen spitzwinkeligen Bergsporns mit den drei Türmen den Charakter der Wewelsburg seither prägt. Von Fürstenberg nutzte es als Jagdschloss und Nebenresidenz. Auf die Nutzung als fürstbischöfliches Jagdschloss bezieht sich die an der Wewelsburg spielende Ballade Kurt von Spiegel der Dichterin Annette von Droste-Hülshoff.
Die Wewelsburg stellt ein so genanntes festes Schloss dar (franz. château fort), das als Wohn- und Verwaltungsgebäude Elemente von Wehrhaftigkeit zeigt und einige Zeit als Nebenresidenz der Fürstbischöfe diente. Nach Süden ist das Vorwerk von einer Ringmauer eingefasst. Dort verhindert ein Trockengraben den Zugang zum Gebäude. Den östlichen Trockengraben quert eine (Zug-)Brücke zum Eingangsportal, neben dem wie in den Südtürmen Schießscharten angebracht sind. Die Westseite liegt mit einer befestigten Auskragung am Talabhang. Alle drei Türme waren ursprünglich mit funktionslosen und nur auf symbolische Wirkung bedachten Zinnenkränzen versehen.
Der Südflügel ist der breiteste und wird von zwei Türmen gerahmt, die schmaler sind als der in der Nordspitze befindliche Hauptturm. Baumaterial ist witterungsempfindlicher Kalkstein, der ursprünglich unter Putz lag. Dieser Putz hob auch die farblich gestalteten Fensterfassungen und bunten bildhauerischen Elemente an Portalen und Erkern hervor.
Die Inschrift im Erker über dem Hauptportal – „Multi quaerent intrare et non poterunt“ = Viele wollen eintreten und können es nicht – weist vor allem auf das Recht des Schlossherrn hin, nicht allen Besuchern Zutritt zu gewähren. Das entsprach dem fürstbischöflichen Willen, im Gebiet Paderborns in der katholisch-protestantischen Konfessionsrivalität den Katholizismus bei seinen Untertanen durchzusetzen.
Das aufwändigste Portal zum Treppenturm mit Stifterinschrift und Lobpreis des Bauherrn und seines Geschlechts liegt im Innenhof und führte in den ersten Stock zu den Räumlichkeiten des Fürstbischofs im Süd- und Ostflügel und zum Festsaal im Westen. Allerdings haben die zweimaligen Zerstörungen unter Carl Gustav Wrangel im Dreißigjährigen Krieg 1646 und im März 1945 die Überlieferung der Baugeschichte stark beeinträchtigt, so dass in heutigen Museumsräumen nur noch Restbestände aus fürstbischöflicher Zeit zu sehen sind: ein mit sieben weiblichen Tugendallegorien versehener Kamin, ein Verhörraum mit anschließenden Verlieszellen (1631 fanden zwei Hexenprozesse statt), eine Richterloge, im Anschluss an Wohngemächer ein Abtritt.
Beim Wiederaufbau unter Fürstbischof Dietrich Adolf von der Recke wurden die Zinnenkränze auf den Türmen durch welsche Hauben ersetzt. Trotz des 1660 abgeschlossenen Wiederaufbaus verlor die Wewelsburg den Rang als Nebenresidenz der Fürstbischöfe. Ein letzter fürstbischöflicher Besuch ist für 1718 dokumentiert. Im 18. und 19. Jahrhundert wurde das Schloss wegen der Schulden des Landes nur notdürftig unterhalten. Die Verliese wurden 1752/53 Zivilkerker; 1759 dienten sie als Militärgefängnis vorwiegend für Deserteure. Die Rentmeister blieben mit ihren Familien und Bediensteten bis 1821 im Südostflügel die dauerhaftesten Bewohner.
Das Amt Wewelsburg war bis zu den Napoleonischen Kriegen eine Verwaltungseinheit des Hochstifts Paderborn. Es umfasste die Orte Ahden, Brenken, Haaren, Helmern, Niederntudorf, Oberntudorf und Wewelsburg.

### Preußischer Besitz
1802 ging die Wewelsburg aufgrund der Auflösung des Hochstifts Paderborn im Zuge der Säkularisation an den preußischen Staat über. Am 11. Januar 1815 brannte der Nordturm nach einem Blitzschlag aus – nur die Außenmauern blieben stehen. Die vormalige Wohnung des Rentmeisters diente von 1832 bis 1934 als Pfarrwohnung.

### Besitz des Kreises Büren
1924 wurde der Kreis Büren Eigentümer der Burg. Sie wurde zu einem Kulturzentrum ausgebaut, zu dem ab 1925 ein Heimatmuseum und eine Jugendherberge gehörten. Die Erhaltung der Burg wurde vom Verein zur Erhaltung der Wewelsburg unterstützt. Nach 1925 verlangsamten sich die Renovierungstätigkeiten. Ende der 1920er Jahre erwies sich der Nordturm als statische Schwachstelle; im Winter 1932/33 wurde er mit schweren Eisenringen verstärkt.

### Nationalsozialistische Zeit

#### Geplante und ausgeführte Bautätigkeit zwischen September 1934 und März 1945

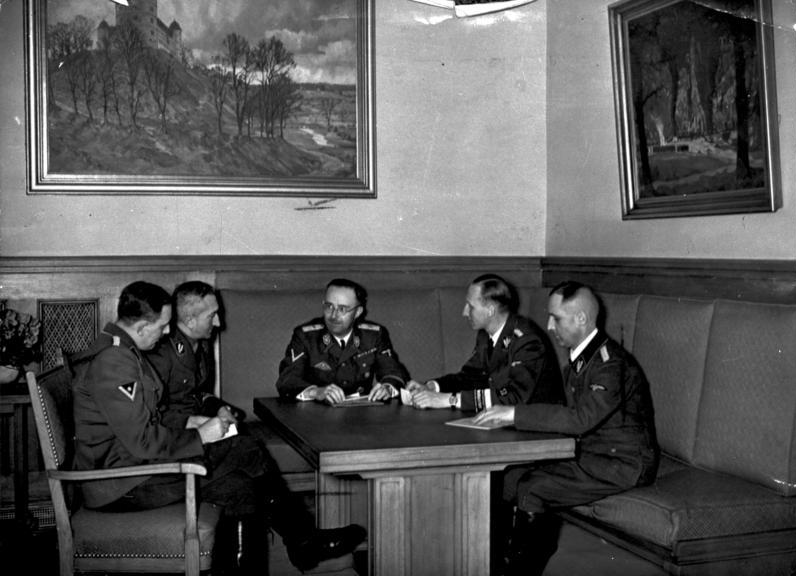
Ölgemälde der Wewelsburg in einem Besprechungsraum der SS, darunter, von links nach rechts: SS-Obersturmbannführer Franz Josef Huber, SS-Oberführer Arthur Nebe, Reichsführer SS Heinrich Himmler, SS-Gruppenführer Reinhard Heydrich und SS-Oberführer Heinrich Müller, November 1939

Als leitender Architekt für den Umbau der Wewelsburg zur SS-Burg wurde bereits 1933 Hermann Bartels vom „Reichsführer SS“ Heinrich Himmler ernannt. Im Juni 1934 wurde die Burg zum symbolischen Preis von einer Reichsmark pro Jahr von der NSDAP angemietet. Bis 1938 war Manfred von Knobelsdorff und bis Kriegsende Siegfried Taubert „Burghauptmann“. Himmler, der Ostwestfalen während des lippischen Landtagswahlkampfes im Januar 1933 kennengelernt hatte, wurde durch führende Nationalsozialisten aus der Region, insbesondere Adolf von Oeynhausen, auf die Wewelsburg aufmerksam gemacht. Himmler plante zunächst eine Schulungsstätte für SS-Führer. Ein kleiner Stab von SS-Wissenschaftlern wurde eingestellt. Ab Kriegsbeginn waren neue Pläne darauf gerichtet, die Wewelsburg unter hohem Kostenaufwand zu einer Art Gralsburg und zum Versammlungsort für die SS-Gruppenführer (Generäle) zu machen. Die Vorlage hierzu bildeten die Sagen um König Artus und die Ritter seiner Tafelrunde. Zudem kann vermutet werden, dass die Wewelsburg dem Orden der SS – wie die Marienburg in Westpreußen den Deutschrittern – als geistiges Zentrum und Ort der Inspiration dienen sollte. Überlieferte Vorgaben Himmlers sahen die Aufhängung von Wappen der Gruppenführer (1937), die Durchführung einer jährlichen Gruppenführertagung mit Vereidigung (1938) und die Aufbewahrung der Totenkopfringe von verstorbenen Ringträgern (1938) vor. Die Wappenaktion wurde abgebrochen. Regelmäßige Gruppenführertagungen fanden nicht statt. Lediglich im Juni 1941 rief Himmler eine Gruppe von SS-Funktionsträgern zusammen, um ihnen die Kriegsziele des Russlandfeldzuges zu erläutern. Die Sammlung der Totenkopfringe scheint angelegt worden zu sein. Nach Aussage von Ortsansässigen nahmen amerikanische GIs solche Ringe 1945 mit.

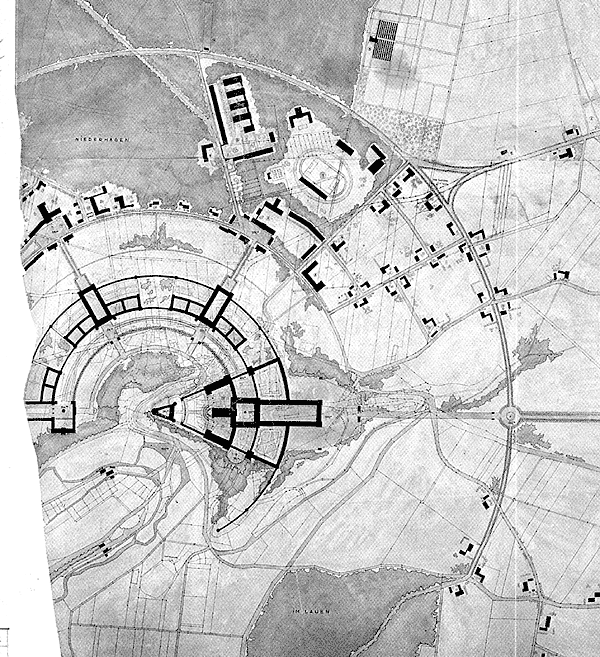
Entwurf zum Ausbau der Wewelsburg (im Zentrum des Halbkreises)

Die baulichen Maßnahmen der SS erreichten – ungeachtet der eher vagen inhaltlichen Vorstellungen – beträchtliche Ausmaße. In den Anfangsjahren erhielt die Wewelsburg eine vollständig neue Inneneinrichtung, die zum Teil mit SS-Ornamentik geschmückt war. Das Äußere der Wewelsburg wurde durch Abnahme des Putzes, Vertiefung der Gräben und Errichtung einer neuen Brücke „burgähnlicher“ gestaltet.
In den Jahren 1936–1937 und 1939–1941 entstanden am Vorplatz zwei große SS-Verwaltungsgebäude. Im Dorf wurden eine Villa für den Chefarchitekten und Wohnhäuser für SS-Personal errichtet. Ab 1940 nahmen die Pläne unter dem Einfluss des von Himmler beauftragten Architekten Hermann Bartels gigantische Ausmaße an. Auf dem Gebiet des Dorfes Wewelsburg sollte eine neue Burganlage in einem Dreiviertelkreis mit einem Radius von 635 Meter um das alte Gebäude herum entstehen. Die Bewohner sollten ausgesiedelt werden.
Zur Verwirklichung der laufenden und geplanten Bauarbeiten während des Krieges errichtete die SS das nahegelegene KZ Niederhagen. Das Konzentrationslager bestand ab Mai 1939 zunächst aus einem Häftlingskommando, das dem Hauptlager Sachsenhausen unterstand. Ab 1941 wurde das KZ (am nunmehr dritten Standort am Ortsrand) zum staatlichen Hauptlager erhoben. Es bestand bis zum April 1943. Die verbliebenen Häftlinge wurden organisatorisch dem KZ Buchenwald unterstellt. Von den insgesamt 3.900 nachgewiesenen Häftlingen aus fast allen von der Wehrmacht besetzten Ländern überlebten 1285 Menschen das KZ nicht.
Im März 1945 befahl Himmler die Sprengung der Burganlage und der angrenzenden Verwaltungsgebäude. Die Wewelsburg brannte vollständig aus, ebenso das Wachgebäude; das benachbarte Stabsgebäude wurde vollständig zerstört.
Am 2. April 1945 wurde die zerstörte Burg von den Amerikanern eingenommen.

#### Bedeutung
Nach Karl Hüser, von dem das bis heute maßgebliche wissenschaftliche Werk zur Wewelsburg als „Kult- und Terrorstätte der SS“ stammt, gingen die „SS-Ideologen“ davon aus, dass eine sächsische Wallburg erstes Vorgängerbauwerk war, und zwar aus der „Zeit der Abwehrkämpfe König Heinrichs I. um 933 gegen die Ungarn oder ‚Hunnen‘“, womit sie sich „sogar in Übereinstimmung mit der ersten schriftlichen Überlieferung über die Wewelsburg“ des Annalista Saxo befunden hätten.
Himmler war nämlich 1935 auf Heinrich I. aufmerksam gemacht worden, als Hermann Reischle, der ihn als stellvertretender Kurator im „Ahnenerbe“ vertrat, ihm am 24. Oktober 1935 mitteilte, dass die Stadt Quedlinburg um Unterstützung für die Ausrichtung der Feierlichkeiten zum 1000. Todestag Heinrichs I. am 2. Juli 1936 nachsuche. Er nannte diese Feier „propagandistisch […] geradezu ein Geschenk des Himmels“ und schrieb: „Durch ihre zweckmäßige Gestaltung können wir mit einem großen Schlag das erreichen, was sonst auf propagandistischem Weg nur mühsam in Jahren durchgekämpft werden könnte. Schon aus diesem Grund muß die entscheidende Beteiligung der SS und damit unsere Einflußnahme auf die Vorbereitung und Gestaltung der Feier dringend befürwortet werden.“ Kurz darauf, am 6. November 1935, übernahm Himmler die Wewelsburg in seinen „Persönlichen Stab“ und verhängte ein (1939 erneuertes) Berichtsverbot über alle Vorgänge auf der Burg. Im Dezember 1935 legte er fest, „dass die SS mit der Stadt Quedlinburg alleiniger Träger der Feiern am 2. Juli 1936 sein sollte.“
Wie sich Himmlers Umgang mit Heinrich I., den spät kennengelernt zu haben er in seiner Todestagsrede am 2. Juli 1936 bedauerte, auf die Wewelsburg auswirkte, lässt sich nur über Indizien erschließen. So war für die Umgestaltung der Wewelsburg der Staatskonservator Robert Hiecke ebenso verantwortlich wie auch für die von Himmler initiierten Umbauten an der Quedlinburger Stiftskirche und an der Widukind-Gedächtnisstätte in Enger.
Eine erneute Ostkolonisation samt „Wehrbauerntum“ sollten in der Wewelsburg ihren Ausgangspunkt nehmen. Das zeigt sich an Himmlers schriftlichem Auftrag im Januar 1939 an den Architekten für ein Triptychon in der Burg-Eingangshalle. Bild 1 zeigte nach diesem Vorschlag einen kriegerischen SS-Angriff, wobei ein älterer SSler tot (oder tödlich verwundet) daliegt. Bild 2 zeigt ein Feld, das im neuen Land vom SS-Wehrbauern gepflügt wird. Bild 3 zeigt ein im Osten neu gegründetes deutsches Dorf mit Familien und vielen Kindern.
Zu Heinrich I. gehört als wichtigste siegbringende Reliquie der ottonischen Dynastie die Heilige Lanze. Sie war für Albert Brackmann, mit dem sich Himmler seit 1938 über die Ottonen austauschte, die „Lanze des heiligen Kriegers und Märtyrers Mauritius“. In der Fortführung von Otto Höflers Germanentheorie, in der sie zum Speer Wotans geworden war, konnte sie jedoch auch weiter als Symbol germanischen Herrschertums gedeutet werden. Die Lanze wurde offensichtlicher Bezugspunkt für die Bauentwürfe Hermann Bartels’, in denen der dreieckige Burggrundriss als Spitze einer zunächst der Heiligen Lanze nachgebildeten Lanzenform, später einem Speer mit der geradlinigen Burgzufahrt als langem Schaft glich. Auf der Wewelsburg werden indessen wegen der nicht mehr zur Kenntnis genommenen Bedeutung der Burg für die SS als Gründung aus dem 10. Jahrhundert alle Bezugnahmen auf die Heilige Lanze ausschließlich als Gerüchte oder Erscheinungen phantastischer Literatur, von Esoterik und Rechtsextremismus nach 1945 veranschlagt.
Jan Erik Schulte meinte 2009, die Bedeutung der Burg für Himmler nur aus der um die Wewelsburg angesiedelten Sage von der „Schlacht am Birkenbaum“ ablesen zu können. Als Schilderung eines finalen Kampfes zwischen Ost und West habe sie den Hintergrund für Himmlers Einladung der SS-Gruppenführer im Juni 1941 vor dem Russlandfeldzug abgegeben. Viel mehr Sinn ergibt sich aber daraus, Himmlers Verhältnis zur Realität nicht ausschließlich durch eine Sage, sondern die Wewelsburger Kriegsankündigung in Anlehnung an die von Albert Brackmann zu vorbildlichen Ostpolitikern und Ostkolonisatoren stilisierten Herrscher Heinrich I. und Otto I. abgesichert zu sehen. Denn Brackmann hatte 1939 nach Beginn des Überfalls auf Polen auf Bestellung der SS eine „weltgeschichtliche“ Betrachtung über Krisis und Aufbau in Osteuropa verfasst, die 1940 auch in 7000 Exemplaren an die Wehrmacht ging. (vgl. hierzu auch „Plan Otto“).
Für Brackmann lagen nämlich die Ansprüche auf Ostexpansion in der mit den Ottonen beginnenden 1000-jährigen „deutschen“ Erfolgsgeschichte den Slawen gegenüber begründet. Das war Gemeinplatz der Ostforschung. Am 6. Oktober 1943 bezog sich Himmler in seiner Posener Rede auf einer „der bemerkenswertesten Zusammenkünfte von Parteifunktionären“ (Bradley Smith / Agnes Peterson) nach seiner Ernennung zum Reichsinnenminister ausdrücklich auf die Leistungen Heinrichs I., dessen Reichsautorität er zur anstehenden Lösung der kriegsbedingten Probleme beschwor. Wie effektvoll und flächendeckend die Ottonen vor allem preußischerseits instrumentalisiert worden waren, zeigte sich in der Reaktion der Polnischen Westforschung, die sich nach 1945 im Schutze des „panslawistischen Kommunismus“ (Eugen Kogon, 1947) mit einem ebenfalls auf 1000 Jahre veranschlagten Nationalanspruch wehrte und mit ausdrücklichem und wiederholtem Verweis auf die Ottonen auf die „Reslawisierung“ einstmals slawischer Gebiete drängte.

## Nutzung nach 1945

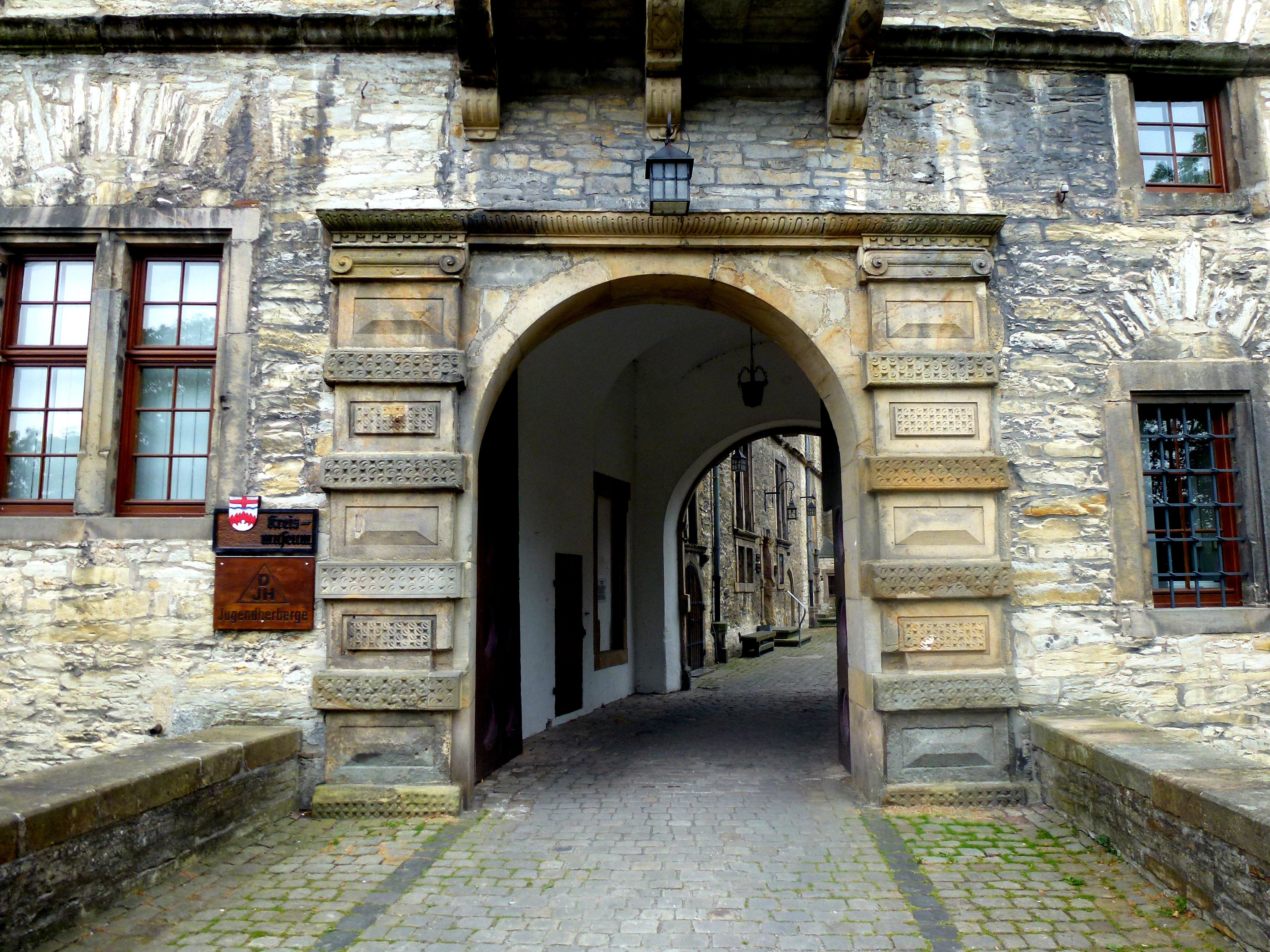
Zugangsbrücke

Der Wiederaufbau der Wewelsburg erfolgte bereits 1948/1949; der Nordturm folgte erst 1973–1975. Ab 1950 war sie wieder Jugendherberge und Heimatmuseum des Kreises Büren, seit 1975 des Kreises Paderborn. Sie beherbergt heute das Kreismuseum Wewelsburg und eine Jugendherberge.
Im Süd- und Ostflügel der Burg befindet sich die regionalgeschichtliche Abteilung des Kreismuseums, das Historische Museum des Hochstifts Paderborn. Die Dauerausstellung zeigt in 29 Räumen kulturhistorisch bedeutsame Objekte und Inszenierungen zur Geschichte des Hochstifts Paderborn von den Anfängen der Besiedlung bis ins Jahr 1802.
Das ehemalige SS-Wachgebäude am Burgvorplatz beherbergt eine zeitgeschichtliche Abteilung des Kreismuseums, die Erinnerungs- und Gedenkstätte Wewelsburg 1933–1945 mit der Ausstellung Ideologie und Terror der SS. Hierbei handelt es sich um die weltweit einzige umfassende museale Gesamtdarstellung der Geschichte der Schutzstaffel (SS) der NSDAP. Die lokale Geschichte der SS in Wewelsburg sowie des dortigen Konzentrationslagers wird eingebettet in eine Gesamtgeschichte der SS. Diese zeitgeschichtliche Abteilung des Museums wurde in mehrjähriger Arbeit neu gestaltet und am 15. April 2010 neu eröffnet.

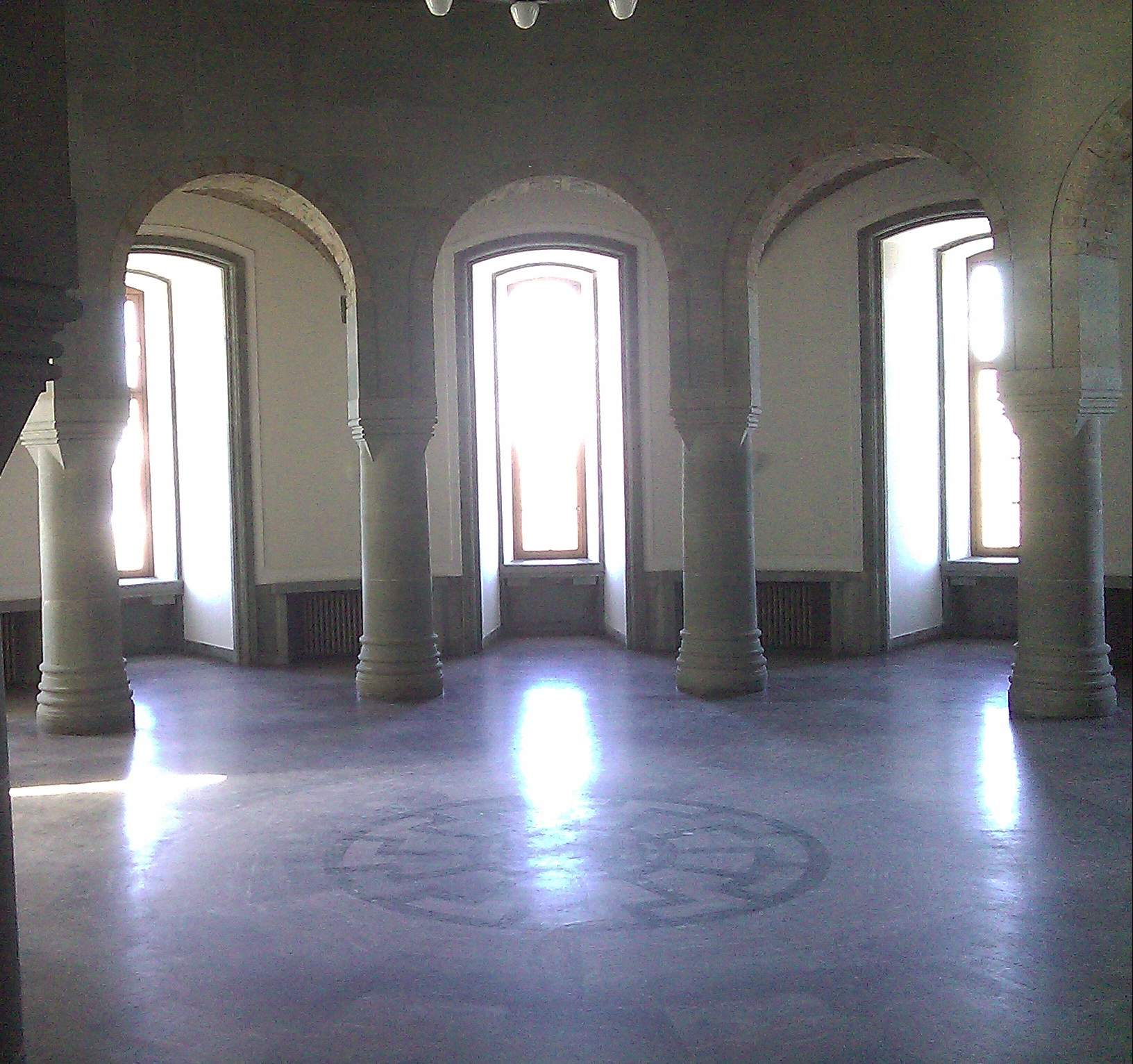
Der ehemalige „Obergruppenführersaal“; in der Mitte des Saales befindet sich das Ornament, das „Schwarze Sonne“ genannt wird.

Neben den Ausstellungsräumen in den historischen Räumen des ehemaligen Wachgebäudes sind zwei Räume aus der SS-Zeit im Nordturm der Wewelsburg erhalten geblieben, die während der Öffnungszeiten der Gedenkstätte besichtigt werden können. Es handelt sich um den „Obergruppenführersaal“ und die „Gruft“. Das dunkelgrüne Ornament auf dem Marmorfußboden des „Obergruppenführersaals“ hat sich in den letzten Jahren unter dem Namen „Schwarze Sonne“ zu einem Erkennungssymbol unter Rechtsextremisten und vermeintlichen „Kraftzeichen“ unter Esoterikern entwickelt. Es wird seit 1991 mit dem bereits seit den 1950er Jahren diskutierten esoterisch-neonazistischen Konzept der Schwarzen Sonne in Verbindung gebracht.
Eine weitere Dauerausstellung des Kreismuseums zum Thema Deutsche im östlichen Mitteleuropa. Flucht – Vertreibung – Integration wurde mit dem Umbau 2010 geschlossen.
Die Jugendherberge im Westflügel wird vom Deutschen Jugendherbergswerk betrieben. Sie verfügt über 204 Betten und mehrere Tagungsräume sowie eine Sporthalle.

## Sonstige Medien
- Schwarze Sonne. Film von Rüdiger Sünner (Herausgeber: Absolut Medien, Reihe Dokumente 251) – das Begleitbuch zum Film ist vom selben Autor unter gleichem Titel im Herder Verlag erschienen.
- Heinrich Himmlers Burg. Die Wewelsburg: Das weltanschauliche Zentrum der SS. Film von Karl Höffkes und Stuart Russell (Herausgeber: Polar Film + Medien GmbH, Reihe Videos zur Zeitgeschichte).
- Wewelsburg 1933–1945, Kult- und Terrorstätte der SS. Ein Film von Anne Roerkohl (Herausgeber: LWL-Medienzentrum für Westfalen). DVD, Münster 2006.
- Wewelsburg. Ideologie und Terror der SS. Hauptfilm von Anne Roerkohl und Gesa Kok. Dazu eine Reihe von Zusatzfilmen und -materialien (hrsg. vom Kreismuseum Wewelsburg und dem LWL-Medienzentrum für Westfalen). Doppel-DVD, Münster 2011.
- Wulff E. Brebeck, Karl Hüser, Kirsten John-Stucke: Die Wewelsburg 1933–1945, SS-Größenwahn und KZ-Terror. CD-Rom mit Begleitheft (deutsch oder englisch) des LWL-Medienzentrums für Westfalen, 2007.
- ZDF-Dokumentation Böse Bauten. Teil IV Hitlers Architektur – Spuren vom Westwall bis zur Autobahn. 2017 (27.00, 33:55 Min.).